# Leland Hayward

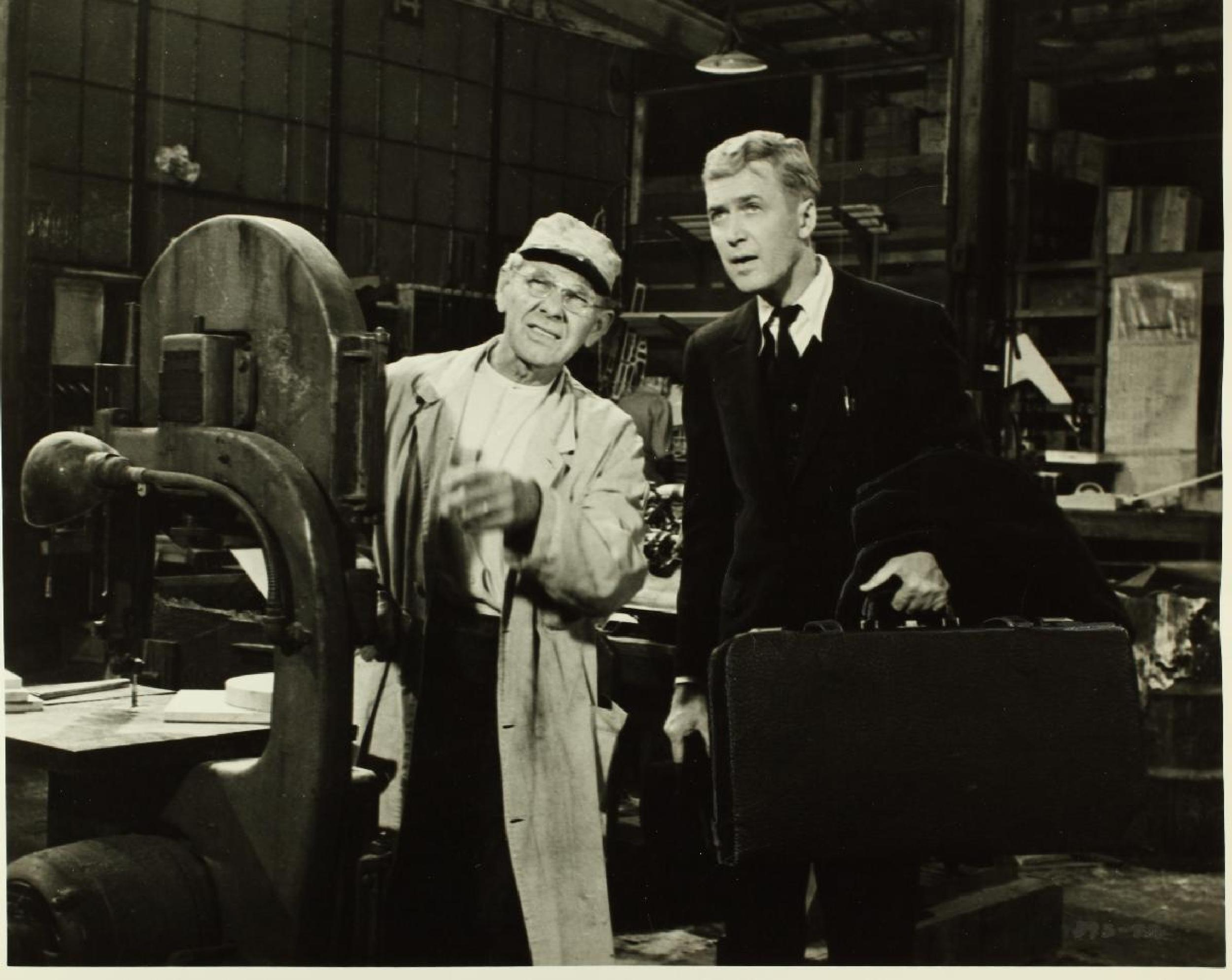
Produzent Leland Hayward und Jimmy Stewart als Lindbergh am Set von Lindbergh – Mein Flug über den Ozean (1955)

Leland Hayward (* 13. September 1902 in Nebraska City, Nebraska; † 18. März 1971 in Yorktown Heights, New York) war ein US-amerikanischer Theater- und Filmproduzent sowie Talentagent.

## Leben
Hayward ist ein Enkel des US-amerikanischen Politikers Monroe Leland Hayward. Er brach ein Studium an der Princeton University ab, war im Anschluss in unterschiedlichen Berufen tätig und wurde schließlich ein Talentagent in Hollywood. Zu Beginn der 1940er Jahre betreute er mehr als 150 Personen, darunter James Stewart und Fred Astaire.
1945 verkaufte er seine Talentagentur, um als Produzent für das Theater am Broadway tätig zu sein. Zu seinen bekanntesten und erfolgreichsten Produktionen gehören South Pacific (1949), Call Me Madam (1950), Gypsy (1959) sowie The Sound of Music (1959). Für letzteres erhielt er zusammen mit den anderen Produzenten 1960 den Tony Award in der Kategorie Bestes Musical. Einige Male arbeitete er mit Richard Rodgers und Oscar Hammerstein zusammen.
In den 1950er Jahren wandte er sich auch der Filmproduktion zu.
1956 wurde er für Keine Zeit für Heldentum, seinen ersten Kinofilm als Produzent, in der Kategorie Bester Film für den Oscar nominiert. Bis einschließlich 1967 folgten fünf weitere Filmproduktionen.
Hayward war zeitlebens fünf Mal verheiratet. Von 1937 bis 1947 war er mit der Schauspielerin Margaret Sullavan verheiratet. Zusammen hatten sie drei Kinder. Eines der Kinder brachte sich selber um. Die Tochter Brooke Hayward arbeitete die Familiengeschichte mit dem Buch Haywire auf, dass 1980 auch als Fernsehfilm produziert wurde.

## Filmografie (Auswahl)
- 1955: Keine Zeit für Heldentum (Mister Roberts)
- 1957: Lindbergh – Mein Flug über den Ozean (The Spirit of St. Louis)
- 1958: Der alte Mann und das Meer (The Old Man and the Sea)